# Messier 78
Messier 78 (M78 o NGC 2068) és una nebulosa de reflexió situada a la constel·lació d'Orió. Va ser descoberta per Pierre Méchain el 1780. Charles Messier la va incloure al seu catàleg el 17 de desembre del mateix any. Vesto Slipher la va descriure com a nebulosa planetària el 1919.
M78 és la nebulosa difusa de reflexió més brillant del grup de nebuloses format per les nebuloses NGC 2064, NGC 2067 i NGC 2071 que formen part del núvol molecular d'Orió, es tracta d'un núvol de pols interestel·lar que brilla per la reflexió de la llum de les estrelles brilants blaves de tipus espectral B, entre les quals trobem com a més brillants HD 38563A i HD 38563B, ambdues de magnitud aparent +10. El conjunt es troba a 1.600 anys llum de la Terra, el que suposa una extensió de quasi 4 anys llum.
S'hi ha trobat al voltant de 45 estrelles variables del tipus T Tauri, estrelles joves en procés de formació; així com 17 Objectes Herbig-Haro.

## Observació
M78 és observable amb un petit telescopi a partir de Zeta Orionis, també coneguda com a Alnitak, l'estrella més a l'est del cinturó d'Orió; es troba a 2 graus al nord i 1,5 a l'est d'aquesta estrella, un seguit de tres estrelles de magnitud entre 5 i 6 orientades al nord des de Zeta Orionis pot ajudar a trobar M78.